# Mario & Luigi: Paper Jam Bros.
Mario & Luigi: Paper Jam Bros., conocido en Norteamérica como Mario & Luigi: Paper Jam y en Japón como Mario y Luigi RPG Paper Mario MIX (マリオ&ルイージRPG ペーパーマリオMIX Mario ando Ruīji Ārupījī Pēpāmario MIX), es un videojuego de rol desarrollado por AlphaDream y publicado por Nintendo para la Nintendo 3DS. Es el quinto título de la serie Mario & Luigi antes de la quiebra de AlphaDream en 2019 (aparte de los remakes), y sirve de cruce entre las series Paper Mario y Mario & Luigi. Fue lanzado internacionalmente en diciembre de 2015, y en América el mes siguiente.

## Juego
Paper Jam es un juego de rol por turnos basado principalmente en el juego de la serie Mario & Luigi. Los jugadores controlan a Mario, Luigi y Paper Mario (personaje basado en la aparición de Mario en la serie Paper Mario) tanto en las batallas como en el mundo exterior. Además de los movimientos que Mario y Luigi pueden realizar en su serie, Paper Mario puede usar su cuerpo delgado como un papel para realizar sus propias acciones, como apretarse en los espacios estrechos o convertirse en un avión de papel para ayudar a los hermanos. Al igual que en juegos anteriores, las batallas incorporan varias mecánicas, como los ataques de sincronización o el uso de ataques combinados con varios personajes. Durante la batalla, Paper Mario puede hacer copias de sí mismo, lo que le permite infligir un daño extra o atacar a varios enemigos a la vez, así como utilizar técnicas especiales llamadas "Ataques en trío" que lo involucran con su homólogo, Mario, y Luigi para atacar juntos. También hay jefes en los que los jugadores controlan versiones gigantes de Mario, Luigi, Peach y Yoshi para luchar contra otros enemigos de  papel.
Otra característica son las cartas de combate, que reemplazan al sistema de medallas, también de los dos juegos anteriores. El jugador crea un mazo de 10 cartas de batalla, una de las cuales se jugará cada turno. Estos van desde aumentar las estadísticas, infligir daño o reducir las estadísticas o el nivel de un enemigo. Cada uno necesita una cantidad diferente de puntos estrella para usar. Los amiibos son compatibles con el juego y cada uno le da al jugador un conjunto especial de cartas de apoyo para usar en el combate. Las cartas se reiniciarán una vez que se hayan jugado todas.

## Argumento
Mientras intentaba arreglar un agujero en la biblioteca del castillo de la princesa Peach, Luigi derriba accidentalmente un libro mágico que contiene el universo de Paper Mario, provocando que los residentes delgados como el papel se extiendan por el Reino Champiñón. Después, Bowser combina su malvado ejército con el de su homólogo de papel, Paper Bowser, y secuestran a Peach y a su homólogo, Paper Peach. Ahora los hermanos Mario deben unirse a su homólogo de papel, Paper Mario, para arreglarlo todo, derrotar a ambos Bowser y volver a meter a toda la gente de papel en el libro.
Durante su viaje, el trío aprende varios movimientos y ataques nuevos para ayudarles en las batallas. El trío se abre camino a través de lugares como las Llanuras del Rayo de Sol, las Dunas de Doop Doop, los Trópicos Gemelos, los Bosques Sombríos y el Monte Brrr para llegar al Castillo de Bowser, donde las princesas están cautivas. Después de que el trío rescata a las princesas, ambos Bowsers envían su castillo a lo alto del cielo mientras destierran al trío al ahora destruido Castillo de Peach. El trío atraviesa las Llanuras del Rayo de Sol (ahora con terreno de papel esparcido para dificultar su progreso), los Bosques Sombríos y el Monte Brrr para acceder al Castillo de Neo Bowser. Tras abrirse camino a través del castillo, el trío comienza a recorrer un largo corredor donde el dúo Bowser envía a todos sus secuaces para detenerlos, sin éxito. El trío entonces derrota al dúo Bowser de una vez por todas, atrapando a Paper Bowser de nuevo en el libro antes de embarcarse en un desfile de la victoria donde destierran al resto de los secuaces de papel. Paper Mario, Paper Peach y los Paper Toads vuelven a su mundo antes de que Bowser ataque repentinamente al Reino Champiñón, enviando a Mario y Luigi a detenerlo una vez más.

## Desarrollo
En el pasado, los juegos de Mario & Luigi utilizaban principalmente dos botones, pero los desarrolladores querían abrir nuevos caminos haciendo que un tercer botón se activara en el combate. Los personajes fueron objeto de una lluvia de ideas hasta que los desarrolladores pensaron en un segundo Mario, en el que el personaje de Paper Mario encajaría perfectamente en el papel del tercer personaje. Esta implementación ha convertido entonces la idea de un cruce. Aunque Paper Luigi fue considerado como un cuarto personaje, los desarrolladores pensaron que añadir un cuarto botón para un cuarto personaje sería demasiado difícil y complicado para disfrutar del juego. Según uno de los directores del juego, Shunsuke Kobayashi, lo más difícil de implementar en un crossover era hacer que Paper Mario se destacara.
Aunque el primer borrador de la historia incluía a los personajes yendo y viniendo entre el Reino Champiñón y el mundo del papel con muchos giros en la narración, los desarrolladores pensaron que era demasiado complejo y que nadie lo disfrutaría, por lo que se reescribió muchas veces para ser simplificado, donde se puso más énfasis en las interacciones de los personajes entre sí. Aunque se ha hecho hincapié en Paper Mario para que destaque, los desarrolladores querían que se prestara la misma atención a todos los personajes, donde mencionan que era un "gran trabajo" para equilibrar todo. Los desarrolladores también mencionaron su interés por añadir personajes originales a la trama, pero decidieron no hacerlo porque ya tienen muchos personajes con los que trabajar y sería demasiado difícil encajarlos en un aspecto adecuado de la historia. Natsuko Kemi, la diseñadora gráfica del juego, hizo hincapié en los detalles de las animaciones y los gráficos de los personajes. Por ejemplo, el ciclo de caminata de Luigi se basa en su ciclo de caminata en Luigi's Mansion.
Cuando se le preguntó sobre la jugabilidad, el diseñador de batallas Jun Iwasaki enfatizó en reducir el enfoque. Su primer pensamiento fue hacer uso de tres botones, que fueron rápidamente objeto de una lluvia de ideas sobre el papel, hasta que los desarrolladores eligieron el que mejor se veía y lo probaron con un prototipo. Hiroshi Ohata, el programador de batallas, explicó que las batallas se crean primero sin animaciones ni otros efectos visuales. Afirmó que siempre se aseguran de que la jugabilidad sea muy sensible a un nivel básico, por lo que realizan muchos experimentos para probar los elementos de la jugabilidad. Lo que funciona y lo que no funciona se basa en la gente que prueba el juego durante el desarrollo.
Yoko Shimomura, la compositora de la música del juego, pensó que como Paper Mario se está uniendo a la batalla, optó por una melodía más ligera y alegre para la banda sonora del juego. Cuando se le preguntó cuál era su música favorita, afirmó que sus canciones eran "como sus hijos" y no pudo elegir una, aunque sí dijo que Mountaintop Secrets, la música de fondo de Mount Brrr, "tiene una cierta atmósfera fantástica que no se suele encontrar en el mundo de Mario, y tener la oportunidad de poner una canción con ese tipo de sentimiento en un juego de Mario es algo bastante único en la serie de Mario & Luigi, creo".

## Recepción
El juego recibió en general críticas positivas. Paper Jam tiene una puntuación total de 76/100 en Metacritic, lo que indica críticas "generalmente favorables". Polygon le otorgó un 6,5 sobre 10, diciendo: "Aquellos que estén desesperados por una dosis de Mario podrían hacerlo mucho peor, pero es difícil mirar dentro de esta máquina sin ver lo que se ha enredado en su interior". Destructoid la premió con 8 de 10, diciendo "Aunque a veces te sostiene la mano durante demasiado tiempo y a veces no toma los riesgos adecuados, fue constantemente pulida, agradable y memorable". GameSpot le dio una puntuación de 6 sobre 10, diciendo: "Como demostraron el Dream Team y Sticker Star, Nintendo tiene un don para mostrar ideas nuevas e inventivas en ambas series. Paper Jam confía efectivamente (y a menudo se desvía) en su novedoso atractivo cruzado. La audaz experimentación tendrá que esperar, quizás en una entrega en la que, por el contrario, Mario y Luigi visiten el mundo de Paper Mario".

Vendió alrededor de 50.000 copias en Japón durante sus primeros días de lanzamiento, lo que equivalía a alrededor del 17,97% de su envío inicial. Una edición del juego incluida en Mario Kart 7 vendió 2.400 unidades adicionales.